# Osławy Czarne
Osławy Czarne (ukr. Чорні Ослави) – wieś na Ukrainie, w obwodzie iwanofrankiwskim, w rejonie nadwórniańskim.